# Europa Meridional
Europa Meridional o Europa del Sur es una de las veintidós subregiones en que la Organización de las Naciones Unidas divide el mundo. Está compuesta por dieciséis países: Albania, Andorra, Bosnia y Herzegovina, Chipre, Ciudad del Vaticano, Croacia, Eslovenia, España, Grecia, Italia, Macedonia del Norte, Malta, Montenegro, Portugal, San Marino y Serbia, más el territorio británico de ultramar de Gibraltar. En ocasiones, también se incluye a Francia, o al menos, a la región lingüística y cultural de Occitania en esta.
Limita con Europa Occidental, Europa Oriental y África del Norte.
También diversos sociólogos e historiadores subdividen la región en otras categorías, como son la Europa mediterránea, la balcánica o la del Este.